# Dicerothamnus
Dicerothamnus (лат.) — род растений семейства Астровые (Asteraceae), естественно произрастающий на территории Капской провинции Южно-Африканской Республики. 
На 2023 год, род включает два вида. Один из них, Dicerothamnus rhinocerotis, согласно некоторым источникам, ранее был классифицирован как Elytropappus rhinocerotis (новое название данного вида может быть считано официальным только после его публикации в уважаемом научном журнале). Это растение также известно под народным названием «куст носорога» или «носорожий кустарники» и «реностербос» (англ. rhinoceros bush, англ. rhenoster bush; африк. renosterbos, африк. rhenosterbos). По одной из версий, название этого растения могло послужить именем типа растительности «Реностервельд».

## Название
Название Dicerothamnus происходит от греческих слов Dicero – «носорог» (Diceros (от греч. dio – «два» и греч. keratos «рог») и thamnos – «кустарник».

## Ботаническое описание

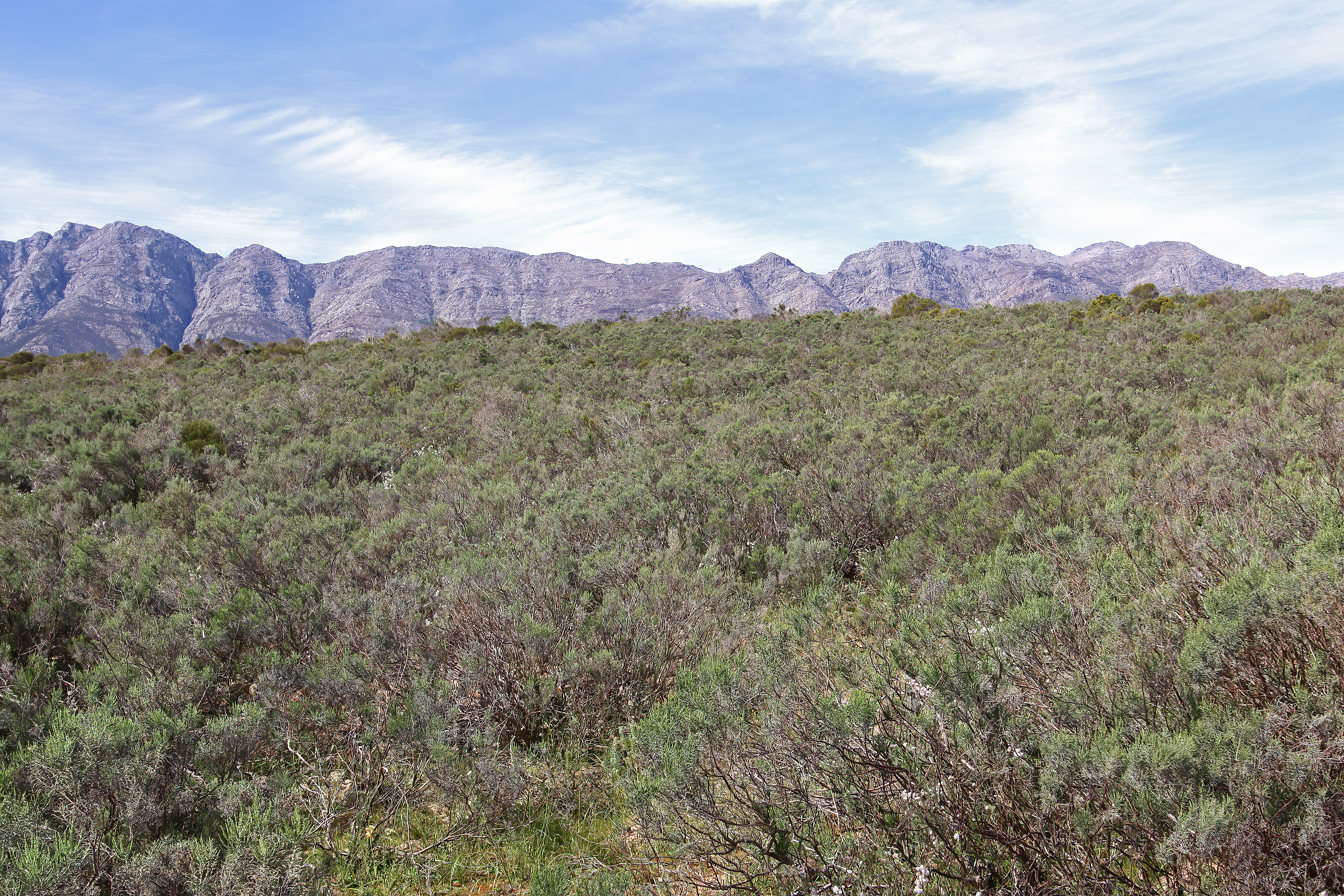
Реностервельд (тип растительности), где преобладает реностербос (Dicerothamnus rhinocerotis). Этот тип растительности находится в межгорной долине между Вулсли и Тульбахом в Западном Кейпе, Южная Африка

Представители рода – древесные кустарники или полукустарники, достигающие высоты до 1,8 м. Их ветви обычно прямые, плотно облиственные и часто покрыты войлочным покровом. Листья чешуйчатые и эрикоидные, часто прижатые, иногда раскидистые, размером 1,5-2,5(5,0) х 0,5 мм. Адаксиальная поверхность листьев обычно покрыта шершавыми волосками, а абаксиальная поверхность имеет густую железистую текстуру. Железы мелкие, часто едва заметные, покрыты слоем пушистых волосков.
Цветки располагаются в верхушечных соцветиях на ветвях, образуя метёлки или колосья. Цветоложе небольшое, коническое и стеблевидное. Обёрточные прицветники обычно плёнчатые и их количество составляет 15-20; их размер может варьироваться от 1,0 до 4,0 мм в длину и от 0,5 до 1,0 мм в ширину, с острыми или закруглёнными кончиками. Цветки являются трубчатыми, обоеполыми, с верхней частью окрашенной в сливово-красный цвет, а нижней частью жёсткой и опушённой, с заметно утолщёнными клетками. Доли маленькие и прямостоячие. Пыльники сросшиеся в пять штук, с заострёнными вершинами и хвостатыми основаниями. Стилодий разделен на две части, напоминающие усечённые руки. Нектарников нет. Плод представляет собой двусторонне-симметричную семянку. Внешняя сторона гладкая, а внутренняя имеет три или четыре продольных ребра и покрыта короткими волосками. Паппус состоит из 10-18 щетинок, которые перистые и в основании сросшиеся.
Цветение с февраля по июнь.

## Таксономия
Dicerothamnus Koek., первое упоминание в Phytotaxa 403(4): 254. (2019).

### Виды
Согласно данным сайта WFO Plantlist на июнь 2023 года, род состоит из 2 видов:
- Dicerothamnus adpressus (Harv.) Koek., имеет желтоватый внешний вид с листьями, имеющими ланцетную форму, и острыми кончиками обёрточных прицветников[6].
- Dicerothamnus rhinocerotis (L.f.) Koek. typus, характеризуется зеленоватым внешним видом, обычно с чешуйчатыми листьями и закруглёнными вершинами обёрточных прицветников[6].